# Dragan Melkus
Dragan Melkus (Bektež kraj Požege, 28. listopada 1860. – Osijek, 5. rujna 1917.), hrvatski književnik i slikar.

## Životopis
U Beču je pohađao 1876. – 1878. Školu za umjetnost i obrt, potom je u Münchenu od 1880. četiri godine studirao na Akademiji. Za studija boravio je i u Düsseldorfu i Parizu. U domovinu se vratio 1892. i postao je profesor u Srijemskoj Mitrovici i Vukovaru. Godine 1910. dolazi u Osijek kao profesor na Realnoj gimnaziji, i tu sudjeluje u kulturnom životu grada do smrti.
Uređivao je mitrovički satirički list Knut.

## Knjige
- "S cvjetne obale : pjesme i pripovijesti hrvatskih književnika" Tisak i naklada knjižare Gust. Neuberga, Križevci 1913.
- "Vilin dar : rukovet pripovijesti i pjesama za mladež" Tisak i naklada knjižare Gust. Neuberga, Križevci 1913.